# 中御門経明
中御門 経明（なかのみかど つねあき/つねあきら）は、幕末の公家、明治期の裁判官・華族。貴族院侯爵議員。

## 経歴
侍従・中御門経之、堀河富子夫妻の二男として生まれる。明治維新当時、正五位下大夫。
明治元年（1868年）以降、中宮大進、司法省出仕、豊岡県権大属、東京裁判所判事補、弘前裁判所長、弘前始審裁判所長、広島控訴院評定官、同判事などを歴任した。
1884年7月7日、伯爵を叙爵。1888年1月17日、父経之の勲功により侯爵に陞爵。1890年2月、貴族院令施行により貴族院侯爵議員に任じられ死去するまで在任した。
1898年12月、経明の死去後、中御門家は男子の相続人が無く娘の萬千子が継承したため爵位を返上。そのため、1899年10月に中御門経恭が従姉妹・萬千子の養子となり家督を相続し、同年10月20日、特旨により侯爵を叙爵した。

## 系譜
- 父：中御門経之
- 母：堀河富子（堀河康親の娘）[1]
- 妻：中御門直（なお、坊城俊政二女）[1]
- 娘：中御門萬千子（経明没後に中御門家を継承）[1]
- 弟：中御門経隆（貴族院男爵議員）[1]
  - 二男：中御門経恭（中御門萬千子の養子となり中御門家を継承、貴族院侯爵議員）[1]